# Antocha ramulifera
Antocha ramulifera är en tvåvingeart som beskrevs av Evgenyi Nikolayevich Savchenko 1983. Antocha ramulifera ingår i släktet Antocha och familjen småharkrankar. Inga underarter finns listade i Catalogue of Life.